# Stichting Betaald Voetbal Vitesse 2002-2003
Questa voce raccoglie le informazioni riguardanti il Stichting Betaald Voetbal Vitesse nelle competizioni ufficiali della stagione 2002-2003.

## Rosa
Fonte:
| N. |                                | Ruolo | Calciatore       |
| -- | ------------------------------ | ----- | ---------------- |
| 1  | Serbia e Montenegro (bandiera) | P     | Dragoslav Jevrić |
| 18 | Paesi Bassi (bandiera)         | P     | Jimmy van Fessem |
| 2  | Paesi Bassi (bandiera)         | D     | Tim Cornelisse   |
| 23 | Paesi Bassi (bandiera)         | D     | Michael Dingsdag |
| 5  | Paesi Bassi (bandiera)         | D     | Purrel Fränkel   |
| 24 | Paesi Bassi (bandiera)         | D     | Michael Jansen   |
| 4  | Paesi Bassi (bandiera)         | D     | Ruud Knol        |
| 22 | Romania (bandiera)             | D     | Ștefan Nanu      |
| 3  | Serbia e Montenegro (bandiera) | D     | Dejan Stefanović |
| 13 | Paesi Bassi (bandiera)         | D     | Richard Terpstra |
| 26 | Slovacchia (bandiera)          | D     | Marián Zeman     |
| 33 | Paesi Bassi (bandiera)         | C     | Ricky Bochem     |
| 8  | Belgio (bandiera)              | C     | Gert Claessens   |
| 20 | Paesi Bassi (bandiera)         | C     | Nicky Hofs       |

| N. |                                | Ruolo | Calciatore          |
| -- | ------------------------------ | ----- | ------------------- |
| 10 | Paesi Bassi (bandiera)         | C     | Theo Janssen        |
| 15 | Ucraina (bandiera)             | C     | Jevhen Levčenko     |
| 11 | Francia (bandiera)             | C     | Didier Martel       |
| 27 | Serbia e Montenegro (bandiera) | C     | Aleksandar Ranković |
| 36 | Paesi Bassi (bandiera)         | C     | Stijn Schaars       |
| 6  | Paesi Bassi (bandiera)         | C     | Jan van Halst       |
| 21 | Ghana (bandiera)               | A     | Matthew Amoah       |
| 9  | Camerun (bandiera)             | A     | Émile Mbamba        |
| 7  | Ghana (bandiera)               | A     | Riga Mustapha       |
| 19 | Belgio (bandiera)              | A     | Bob Peeters         |
| 28 | Antille Olandesi (bandiera)    | A     | Eldridge Rojer      |
| 25 | Camerun (bandiera)             | A     | Kallé Soné          |
| 17 | Burkina Faso (bandiera)        | A     | Mamadou Zongo       |